# Selenariopsis gabrieli
Selenariopsis gabrieli is een mosdiertjessoort uit de familie van de Eurystomellidae. De wetenschappelijke naam van de soort is voor het eerst geldig gepubliceerd in 1913 door Maplestone.